# أحمد جاسم (لاعب كرة قدم عراقي)
أحمد جاسم هو لاعب كرة قدم عراقي في مركز حراسة المرمى ولد في يوم 4 أيار 1960 في العراق، لعب مع نادي الرشيد، ويعتبر من اللاعبين ألذين كانوا ضمن تشكيلة منتخب العراق لكرة القدم في كأس العالم لكرة القدم 1986 في المكسيك، كما أنه كان ضمن تشكيلة منتخب العراق الأولمبي في دورة الألعاب الأولمبية الصيفية 1988 في سيئول.

## وصلات خارجية
- أحمد جاسم على موقع الاتحاد الدولي (مؤرشف)  (الإنجليزية)
- أحمد جاسم على موقع قاعدة بيانات كرة القدم.إي يو (الإنجليزية)
- أحمد جاسم على موقع ناشيونال فوتبول تيمز (الإنجليزية)
- أحمد جاسم على موقع Soccerway.com (الإنجليزية)
- أحمد جاسم على موقع أوليمبيديا (الإنجليزية)